# Tycho Brahe
Tycho Brahe (Knutstorp borg, Skåne, 14. prosinca 1546. – Prag, 24. listopada, 1601.), danski astronom i znanstvenik. Za života je bio poznat i kao astrolog i alkemičar. Sagradio zvjezdarnice Uraniborg i Stjerneborg u Danskoj i Benátky nad Jizerou u Češkoj, u kojima je predteleskopska astronomska mjerenja usavršio do najveće točnosti. Kako bi rezultate astronomskih mjerenja uklopio u teorijski okvir, osmislio je novi sustav svijeta. U tom se sustavu Zemlja i dalje nalazila u središtu svemira, no planeti su se gibali oko Sunca, koje je zajedno s njima obilazilo oko Zemlje. Istraživao je Mjesečevo gibanje, opažao supernovu 1572. u zviježđu Kasiopeji (Tychova supernova ili SN 1572), pa je u djelu O novoj zvijezdi (lat. De nova stella, 1573.) opovrgnuo Aristotelovu tvrdnju nepromjenljivosti nebeske sfere. Proučavajući komet iz 1577., utvrdio je da se nalazi dalje od Mjeseca te pobio mišljenje kako su kometi atmosferske pojave. Njegova opažanja planeta, posebno Marsa, omogućila su Kepleru, koji mu je neko vrijeme asistirao, da utvrdi svoje zakone gibanja planeta. Tycho Brahe je najveći astronom-praktičar u povijesti. Tokom 20 godina svaku večer je provodio bilježeći položaje zvijezda. Uz pomoć njegovog rada Johannes Kepler je pokazao da se planeti gibaju po elipsama, a ne kružnicama.

## Životopis
Rođen je 1546. u pokrajini Skåne u Danskoj (danas u Švedskoj) aristokratskoj obitelji. No brigu za njega i njegovo obrazovanje preuzeo je njegov stric – viceadmiral. Mladi Tycho u četrnaestoj godini odlazi na Sveučilište u Kopenhagenu. Obitelj je od njega željela stvoriti političara, no na kraju prve godine studija događa se nešto što će usmjeriti njegov životni put na drugu stranu. 
Naime, bila je najavljena djelomična pomrčina Sunca i ona se dogodila točno u predviđeno vrijeme. Tycho biva zadivljen preciznošću predviđanja i odmah počinje čitati knjige iz astronomije. Stricu se to nije svidjelo, i tri godine poslije šalje ga u Leipzig. Tamo Brahe i dalje proučava astronomiju te stric diže ruke od njega. Brahe kupuje knjige i instrumente, obilazi sveučilišta u Württembergu, Baselu i Augsburgu te se napokon, s navršenih 26 godina, vraća se u Dansku. U međuvremenu je stric umro te Brahe odlazi živjeti kod ujaka koji je proizvodio papir i staklo te imao alkemijski laboratorij; u njemu se našlo mjesta i za astronomske instrumente. Brahe opisuje svoje instrumente i rezultate mjerenja u publikaciji De nova stella, koja izlazi 1573. Dvije godine kasnije Brahe obilazi Europu, tražeći povoljnu lokaciju za svoju promatračnicu. Danski kralj Fridrich dodijelio mu je otočić Hven blizu Kopenhagena. 
Tamo Brahe uz pomoć, danas nepoznatog, njemačkog arhitekta gradi dvorac koji naziva Uraniborg. Podrum se sastojao od alkemijskog laboratorija, tiskare i zatvora za neposlušne otočane! U prizemlju je bila biblioteka te sobe za stanovanje, uključujući gostinjske. Sredina prvog kata imala je dvije kraljevske sobe, a sa strane su bile promatračnice. Iznad srednjeg dijela je bilo osam sobica za asistente i studente. Ugrađeni su bili sistem žica i zvonaca, kojim je mogao dozivati suradnike iz ostalih prostorija te cijevi s toplom vodom, koju tada nisu imali ni kraljevi u Louvreu! Pored Uraniborga izgrađuje Stojerneborg (Zvjezdani dvorac) čije su prostorije bile ispod zemlje, a kupole na površini, što je umanjivalo utjecaj vjetra i ostalih izvora vibracija na mjerenja. Na otoku je čak proizvodio i papir. 
Brahe ostaje na svom otoku 21 godinu (prije nego što se posvadio s nekim utjecajnim ljudima u Danskoj i preselio u dvorac Benatek, oko 35 km sjeveroistočno od Praga ) i u tom vremenu uvodi neke od vrlo važnih inovacija u astronomiju, posebno u prodručju mjerenja i otklanjanju sistematskih greški.
Brahe je bio 13. listopada 1601. gost na večeri baruna Rosenberga u Pragu. Kepler precizno objašnjava, kako se dostojanstveni Brahe nije htio ustati kada je trebao otići tamo gdje i car ide pješke. On je, naprotiv, junački nastavio piti. Te noći nastale su komplikacije koje su kulminirale 24. listopada, kada srce velikog astronoma prestaje kucati. Pokopan je veoma svečano u Pragu.

## Doprinosi
Svojim sistematskim pristipu Brahe je unaprijedio astronomiju svog vremena s preciznim mjerenjima.

### Unaprjeđenje mjerenja
Brahe uvodi inovacije u tri pravca:
- poboljšava preciznost mjerenja uvođenjem finijih nišana, i povećanjem dimenzija, što traži bolje materijale i konstrukciju (koje je on imao).
- srednjom vrijednošću više mjerenja Brahe zamjenjuje dotadašnji manje precizan način da se od nekoliko mjerenja iste veličine odabere ono koje izgleda najbolje. Brahe si je također mogao priuštiti više instrumenata i više mjerača, a to je omogućavalo da se uoče i uklone eventualne sistematske greške karakteristične za dati instrument ili mjerača.
- kontinuirano mjerenje istog tijela je kritična inovacija bez koje bi se teško prešlo s kruga na elipsu malog ekscentriciteta. Johannes Kepler je umjesto tri točke putanje Marsa imao deset Braheovih na raspolaganju (plus dvije svoje).

Uspoređivanjem sadašnjih mjerenja s Braheovim možemo vidjeti da su njegove greške bile manje od 4 (lučne ili kutne minute)! Greška ljudskog oka je oko 2 minute. Brahe to nije znao i mislio je da je greška određena samo instrumentom, tako da je vjerovao da greška određivanja pravca može biti oko 5 – 10 sekundi.

### Glavna mjerenja
Jedna važna serija mjerenja odnosi se na komet iz 1577. Brache primjećuje da se on udaljava od Mjeseca, što se protivi Aristotelovom učenju, i da putanja nije kružna, već ovalna, što se također ne slaže s grčkim dogmama. Brahe je izmjerio položaje 777 zvijezda, i upravo počinjao rad na planetima kad stiže Kepler.
Različite pojave dovodile su do novih ideja. Tako su se znale i duže od godine dana pojaviti zvijezde na mjestu gdje se prije nisu vidjele. Jednu takvu zvijezdu opažao je Brahe 1572. (Tychova supernova ili SN 1572), a drugu Kepler 1604. (Keplerova supernova ili SN 1604). Pojava novih zvijezda (supernova) dokazivala je da i u svijetu zvijezda postoje promjene. 
Jedan komet kojega je 1577. proučavao Brahe, bezuspješno nastojeći odrediti mu paralaksu, pomogao je da se ustanovi kako kometi nisu atmosferske pojave. Brahe je na osnovi negativnog rezultata utvrdio da se komet giba na daljinama većim od udaljenosti Mjeseca.

### Braheov sustav
Brahe nije prihvatio Kopernikov heliocentrični sustav, već je izveo kombinaciju Kopernikova i Ptolomejeva sustava. Sunce je postavio u središte planetnog sustava, ali je Zemlju pritom izuzeo: Sunce se sa svim planetima gibalo oko Zemlje. Zemlja je tako i dalje zamišljena u središtu svijeta. Brahe je smatrao da ima čvrst astronomski dokaz protiv gibanja Zemlje oko Sunca. U slučaju da se Zemlja giba, zvijezde bi morale biti vrlo daleko, jer nikakvim mjerenjima nije se uspio odrediti njihov paralaktički pomak. No ako su veoma daleko, svojom bi veličinom morale nadmašivati veličinu poznatog sustava i udaljenost najdaljeg planeta. Zašto? U vrijeme prije upotrebe teleskopa smatralo se da fizička veličina zvijezda odgovara njihovu sjaju, te da najsjajnije zvijezde imaju kutni promjer od 2' do 3' (lučne ili kutne minute). Uz takve kutne promjere i na velikim udaljenostima one bi zaista poprimile nepojmljive dimenzije!